# Cadbury
A Cadbury plc (LSE: CBRY, NYSE: CBY), ismertebb nevén egyszerűen Cadbury egy brit édességgyártó cég. Székhelye London City of Westminster nevű kerületében található. A Mars/Wrigley után a világ második legnagyobb édességgyártója. 1969 és 2008 között a Schweppesszel együtt Cadbury-Schweppes plc néven működött és könnyű italokat is előállított. A céget a londoni és a New York-i Értéktőzsdén is jegyzik.

## Története

### A kezdetek
1824-ben John Cadbury Birminghamben, a Bull Streeten működő üzletében teát, kávét és folyékony csokoládét kezdett árulni, melyet saját maga állított elő. Később a Bridge Streetre költözött, ahol különböző kakaókészítményeket és szintén folyékony csokoládét árusított. Mivel az előállítás igen költséges volt, leginkább a tehetősebbek vásároltak tőle. "Cadbury Brothers of Birmingham" néven futó cégét testvérével, Benjaminnal együtt működtette.
A két testvér 1854-ben Londonban nyitott irodát, majd nem sokkal később Viktória királynőtől hivatalos királyi engedélyt kaptak csokoládé előállítására. Néhány éven belül termékeik több ember számára váltak elérhetővé, mivel a kakaóbab behozatala olcsóbbá vált.
Édesipari termékeik, különösen a Cadbury's Cocoa Essence, olyan népszerűvé váltak, hogy 1873-ban felhagytak a teaárusítással és kizárólag csokoládéval foglalkoztak. Néhány éven belül cégükhöz hívták az édességgyártás akkori egyik leghíresebb alakját, Frederic Kinchelmant, aki tanácsaival és receptjeivel rengeteget segített nekik.
1878-ban a Cadbury új tulajdonosai, Richard és George Cadbury (John Cadbury fiai) tizennégy és fél hektáros területet vásároltak Birmingham déli részén, melyet Bournville névre kereszteltek. Egy évvel később új gyárat alapítottak itt. 1893-ban a gyár körül 120 hektáros földterületet vettek, melyen külön falut építettek a dolgozóknak. Szerettek volna jó életkörülményeket biztosítani alkalmazottaiknak, figyeltek rá, hogy rendszeresen sportoljanak és tilos volt kocsmába járniuk.

### 1900-1950
1915-ben, az első világháború alatt a Cadbury 2000 férfi dolgozója csatlakozott a hadsereghez. A cég emellett könyvekkel, ruhákkal és csokoládéval támogatta a katonákat. A háború után a bournville-i gyár újraszerveződött és tömegtermelésbe kezdett. 1918-ban a Cadbury megnyitotta első tengerentúli üzemét Hobartban, Tasmániában, egy évvel később pedig egyesült a J.S. Fry & Sonsszal, mely szintén édességet gyártott, így új termékeket dobhattak piacra.
A második világháború alatt a bournville-i üzem egy részét átalakították és marógépeket, valamint pilótaüléseket gyártottak benne. A termelés 1949-re normalizálódott és a Cadbury egyre jobban megerősödött.

### Egyesülés a Schweppesszel
A Cadbury 1969-ben egyesült a Schweppes italgyártó céggel, így létrehozva a Cadbury Schweppest, mely olyan termékekkel állt elő, mint a Sunkist, a Canada Dry vagy a Typhoo Tea. 2000-ben a Snapple-t, a Misticet, a Stewart's-ot és a Royal Crownt is megvásárolta a Triarctól 1,45 milliárd dollárért.

### Szétválás
2007 márciusában a Cadbury Schweppes bejelentette, hogy szeretne szétválni, a vállalat egyik része kizárólag a csokoládé-, a másik pedig az italgyártásra fókuszálna. Ez 2008. május 2-án történt meg, az italgyártó cég Dr. Pepper Snapple Group néven működött tovább.

### Az utóbbi évek történései
2007 októberében a Cadbury plc bezárta Keynshamben működő gyárát, ezzel 500-700 munkahely szűnt meg. A termelést angol és lengyel üzemek vették át. 2009-ben a kakaóvajat pálmaolajjal helyettesítették a jobb íz elérésének reményében, bár ezt külön nem jelezték a csomagoláson. A fogyasztók és a környezetvédők nem örültek a váltásnak, ezért visszatértek a kakaóvajhoz.
2009. szeptember 7-én a Kraft Foods 10,2 milliárd fontos ajánlatot tett a Cadburyért, de a tulajdonosok nemet mondtak, mivel szerintük ennél jóval többet ér a cég. Végül 2010. január 19-én mégis megállapodtak, 11,5 milliárd fontért az amerikai élelmiszeripari óriás, a Kraft Foods megvette a Cadburyt.

## Amerikai leányvállalat
A Cadbury amerikai leányvállalata Cadbury Adams néven működik csokoládé helyett rágógumit és különböző cukorkákat gyárt. A csokoládégyártást 1988-ban vállalta át tőlük a Hershey's.

## Termékek
- 1865: Cocoa Essence
- 1875: Easter Eggs
- 1897: Milk Chocolate
- 1905: Dairy Milk
- 1908: Bournville Chocolate
- 1915: Milk Tray
- 1920: Flake
- 1923: Creme Egg
- 1929: Crunchie
- 1938: Roses
- 1948: Fudge
- 1960: Dairy Milk Buttons
- 1968: Picnic
- 1970: Curly Wurly
- 1983: Wispa (2007 óta újra kapható)
- 1985: Boost
- 1987: Twirl
- 1992: Time Out
- 1996: Fuse
- 2001: Brunch bar, Dream & SnowFlake

## Külső hivatkozások
- Hivatalos honlap

## Fordítás
- Ez a szócikk részben vagy egészben  a   Cadbury plc című angol Wikipédia-szócikk fordításán alapul.  Az eredeti cikk szerkesztőit annak laptörténete sorolja fel. Ez a jelzés csupán a megfogalmazás eredetét és a szerzői jogokat jelzi, nem szolgál a cikkben szereplő információk forrásmegjelöléseként.